# The Family That Preys
Pour plus de détails, voir Fiche technique et Distribution.
The Family That Preys est un film américain réalisé par Tyler Perry, sorti en 2008.

## Synopsis
Deux amies, Charlotte Cartwright, une femme riche, et Alice Pratt, une femme prolétaire, doivent faire face aux secrets de leurs familles respectives.

## Fiche technique
- Titre : The Family That Preys
- Réalisation : Tyler Perry
- Scénario : Tyler Perry
- Musique : Aaron Zigman
- Photographie : Toyomichi Kurita
- Montage : Maysie Hoy
- Production : Reuben Cannon et Tyler Perry
- Société de production : Louisiana Producers Film Source et The Tyler Perry Company
- Société de distribution : Lionsgate (États-Unis)
- Pays de production :  États-Unis
- Genre : Drame
- Durée : 111 minutes
- Date de sortie : 
  -  États-Unis : 12 septembre 2008

## Distribution
- Alfre Woodard : Alice Pratt
- Sanaa Lathan : Andrea
- Rockmond Dunbar : Chris
- KaDee Strickland : Jillian Cartwright
- Cole Hauser : William Cartwright
- Taraji P. Henson : Pam
- Robin Givens : Abby
- Tyler Perry : Ben
- Kathy Bates : Charlotte Cartwright
- Sebastian Siegel : Nick
- Santana Pruitt : Christopher
- Kaira Akita : Robin
- Jeffrey Alan Chase : Austin

## Accueil
Le film a reçu un accueil mitigé de la critique. Il obtient un score moyen de 49 % sur Metacritic.